# Brug 2333
Brug 2333 is een bouwkundig kunstwerk in Amsterdam-Noord.
Deze voetbrug is gebouwd over een ringsloot van Volkstuinenpark Buikslotermeer, dat rond 2004 werd opgeleverd. Om diverse percelen van die terreinen liggen ringsloten. Ten noorden van het complex en ringsloot ligt het voetpad Buitengouw, dat onverhard is (grasland). De ringsloten dienen niet alleen voor de afwatering, maar vormen ook een terreinafscheiding richting omgeving. Over die ringsloot werd dan ook een ophaalbruggetje gelegd, die indien “opgehaald” het terrein van het complex afsluit van de omgeving. De brug is grotendeels opgetrokken uit hout. Landhoofden, brugpijlers met juk en ook de aanbrug zijn behalve bouten en moeren van hout. De brugpijlers staan buiten de overspanning en gaan over in pylonen. Aan de westelijke pyloon is middels een stalen tui verbinding met het stalen brugdek gemaakt. De oostelijke pyloon heeft een gat waardoor de kabel loopt naar het brugdek enerzijds en naar de lier anderzijds. De brug kan niet verder opgehaald worden dan een bepaalde stand. Stalen buizen vallen in stalen punten in de pylonen, waardoor de val niet verder opgehaald kan worden. Ten westen van de brug ligt een waterkering.
De brug heeft in brug 2332 een broertje. 